# محمد عوض (بازیکن فوتبال)
محمد عوض (انگلیسی: Mohammad Awad; ۱۲ فوریهٔ ۱۹۳۹ – ۲۰ دسامبر ۲۰۱۲) بازیکن و مربی فوتبال اهل اردن بود.
از باشگاه‌هایی که در آن بازی کرده‌است می‌توان به باشگاه ورزشی الفیصلی اشاره کرد.
وی همچنین در تیم ملی فوتبال اردن بازی کرده‌است.